# Інститут палеонтології хребетних і палеоантропології
39°56′10″ пн. ш. 116°19′40″ сх. д. / 39.936193° пн. ш. 116.327846° сх. д.

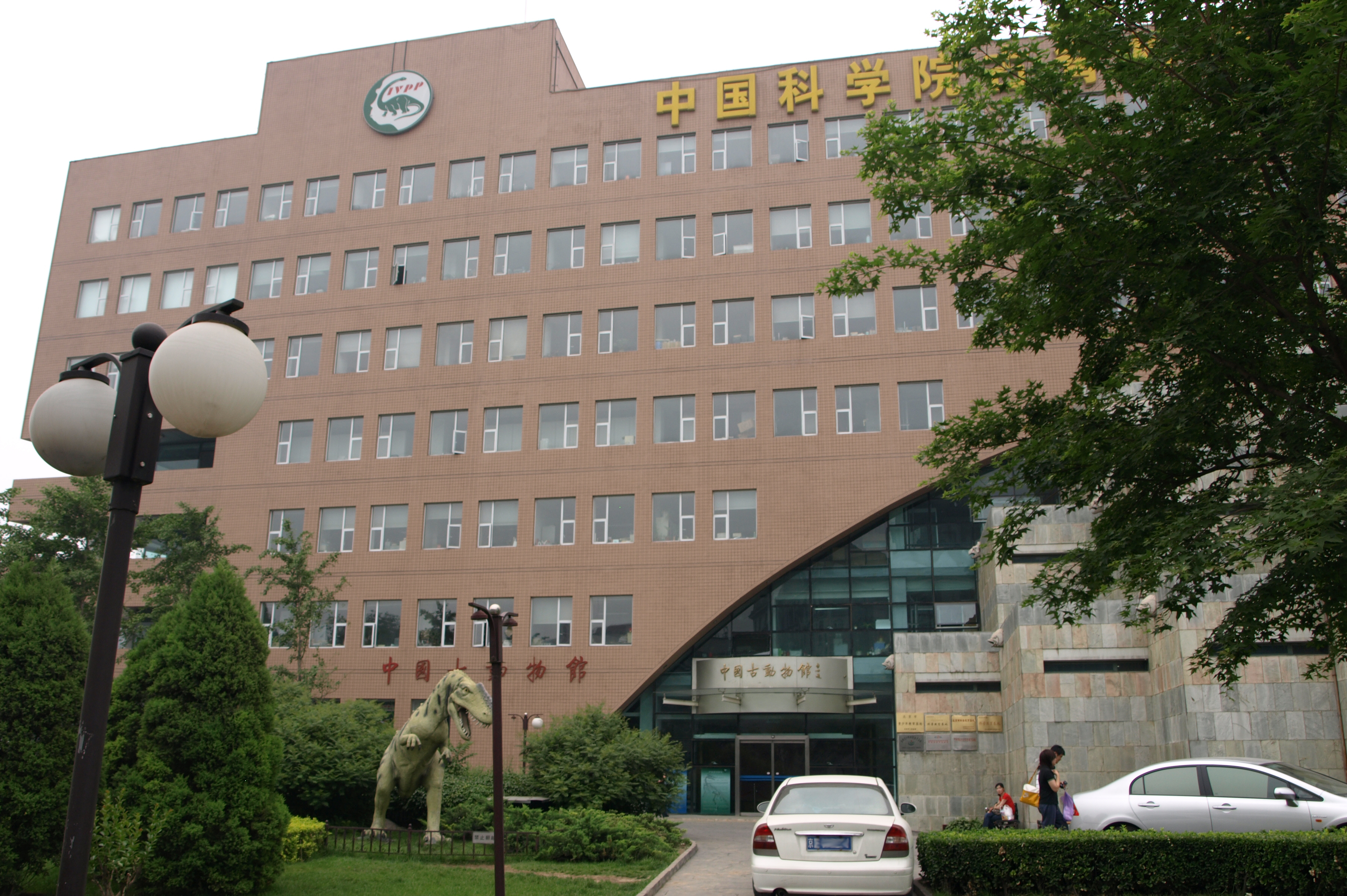
Будівля інституту і вхід у палеозоологічний музей Китаю

Інститут палеонтології хребетних і палеоантропології Китайської академії наук (кит. трад. 中国科学院 古 脊椎动物 与 古 人类 研究所) — провідна наукова установа з дослідження викопних решток хребетних тварин і ранньої людини у Китаї.
Інститут розташовується в Пекіні. У його колекції, а також в зборах Палеозоологічного музею Китаю, який примикає до будівлі інституту, зберігаються багато знахідок динозаврів, птерозаврів і первісних птахів. 45 співробітників інституту в період з 1999 по 2005 рік були авторами і співавторами наукових публікацій в журналах «Nature» і «Science». Провідними науковцями інституту є Ян Чжунцзянь, У Сіньчжи, Дун Чжимін, Джан Мімань, Сюй Сін, Чжоу Чжунхе і Чжао Сіцзінь.